# Riley Reid
Riley Reid, ameriška pornografska igralka * 9. julij 1991, Loxahatchee, Florida.
Riley Reid je osvojila več kot 45 nagrad, vključno z nagrado XBIZ za igralko leta 2014 in nagrado AVN za igralko leta 2016. Leta 2021 je bila sprejeta v dvorano slavnih XRCO.

## Kariera
Reidova je delala kot striptizeta, preden je leta 2010, pri 19 letih, vstopila v filmsko industrijo za odrasle in je sprva uporabljala odrsko ime Paige Riley.  Leta 2013 jo je LA Weekly uvrstil na osmo mesto na svojem seznamu »Deset porno zvezd, ki bi lahko bile naslednja Jenna Jameson«. Leta 2014, 2015, in 2016 je bila uvrščena tudi na CNBC-jev seznam The Dirty Dozen: Porn's Most Popular Stars.
Leta 2013 je zmagala na nagradah XBIZ za najboljšo novo zvezdnico in leta 2014 za igralko leta, s čimer je postala prva igralka, ki je nagradi prejela zaporedno.